# Cruzmaltina
Cruzmaltina là một đô thị thuộc bang Paraná, Brasil. Đô thị này có diện tích 312,299 km², dân số năm 2007 là 3161 người, mật độ 11,7 người/km².